# Challenger de Burnie
EL Burnie International es un torneo profesional de tenis. Pertenece al ATP Challenger Tour. Se juega desde el año 2003 sobre pistas duras, en Burnie, Australia.

## Palmarés

### Individuales
| Año      | Campeón                 | Finalista        | Resultado        |
| -------- | ----------------------- | ---------------- | ---------------- |
| 2024-II  | Adam Walton             | Dane Sweeny      | 6–2, 7–6(4)      |
| 2024-I   | Omar Jasika             | Alex Bolt        | 6–2, 6–7(2), 6–3 |
| 2023     | Rinky Hijikata          | James Duckworth  | 6–3, 6–3         |
| 2022     | No celebrado            | No celebrado     | No celebrado     |
| 2021     | No celebrado            | No celebrado     | No celebrado     |
| 2020     | Taro Daniel             | Yannick Hanfmann | 6–2, 6–2         |
| 2019     | Steven Diez             | Maverick Banes   | 7–5, 6–1         |
| 2018     | Stéphane Robert         | Daniel Altmaier  | 6–1, 6–2         |
| 2017     | Omar Jasika             | Blake Mott       | 6-2, 6-2         |
| 2015     | Chung Hyeon             | Alex Bolt        | 6–2, 7–5         |
| 2014     | Matt Reid               | Hiroki Moriya    | 6-3, 6-2         |
| 2013     | John Millman            | Stephane Robert  | 6-2, 4-6, 6-0    |
| 2012     | Danai Udomchoke         | Samuel Groth     | 7–6, 6–3         |
| 2011     | Flavio Cipolla          | Chris Guccione   | walkover         |
| 2010     | Bernard Tomic           | Greg Jones       | 6–4, 6–2         |
| 2009     | Brydan Klein            | Grega Žemlja     | 6–3, 6–3         |
| 2008     | No se disputó           | No se disputó    | No se disputó    |
| 2007 (2) | Alun Jones              | Rameez Junaid    | 6–0, 6–1         |
| 2007 (1) | Nathan Healey           | Greg Jones       | 7–5, 6–4         |
| 2006     | Konstantinos Economidis | Alun Jones       | 6–4, 6–2, 7–5    |
| 2005     | Chris Guccione          | Gouichi Motomura | 6–3              |
| 2004     | Lu Yen-hsun             | Robert Lindstedt | 6–3, 6–0         |
| 2003     | Satoshi Iwabuchi        | Paul Baccanello  | 6–2, 6–3         |

### Dobles
| Año      | Campeones                           | Finalistas                           | Resultado            |
| -------- | ----------------------------------- | ------------------------------------ | -------------------- |
| 2024-II  | Benjamin Lock Yuta Shimizu          | Blake Bayldon Kody Pearson           | 6–4, 7–6(4)          |
| 2024-I   | Alex Bolt Luke Saville              | Tristan Schoolkate Adam Walton       | 5–7, 6–3, [12–10]    |
| 2023     | Marc Polmans Max Purcell            | Luke Saville Tristan Schoolkate      | 7–6(4), 6–4          |
| 2022     | No celebrado                        | No celebrado                         | No celebrado         |
| 2021     | No celebrado                        | No celebrado                         | No celebrado         |
| 2020     | Harri Heliövaara Sem Verbeek        | Luca Margaroli Andrea Vavassori      | 7–6(5), 7–6(4)       |
| 2019     | Lloyd Harris Dudi Sela              | Mirza Bašić Tomislav Brkić           | 6–3, 6–7 (3), [10–8] |
| 2018     | Marcel Granollers Gerard Granollers | Evan King Max Schnur                 | 7-6 (8), 6-2         |
| 2017     | Brydan Klein Dane Propoggia         | Steven De Waard Luke Saville         | 6-3, 6-4             |
| 2015     | Carsten Ball Matt Reid              | Radu Albot Matthew Ebden             | 7–5, 6–4             |
| 2014     | Matt Reid John-Patrick Smith        | Toshihide Matsui Danai Udomchoke     | 6-4, 6-2             |
| 2013     | Ruan Roelofse John-Patrick Smith    | Brydan Klein Dane Propoggia          | 6–2, 6–2             |
| 2012     | John Peers John-Patrick Smith       | Divij Sharan Vishnu Vardhan          | 6–2, 6–4             |
| 2011     | Philip Bester Peter Polansky        | Marinko Matosevic Rubin Jose Statham | 6–3, 4–6, 14–12      |
| 2010     | Matthew Ebden Samuel Groth          | James Lemke Dane Propoggia           | 6–7(8), 7–6(4), 10–8 |
| 2009     | Miles Armstrong Sadik Kadir         | Peter Luczak Robert Smeets           | 6–3, 3–6, 10–7       |
| 2008     | No se disputó                       | No se disputó                        | No se disputó        |
| 2007 (2) | Samuel Groth Joseph Sirianni        | Nima Roshan Jose Statham             | 6–3, 1–6, [10–4]     |
| 2007 (1) | Nathan Healey Robert Smeets         | Rameez Junaid Joseph Sirianni        | 7–67, 6–4            |
| 2006     | Luke Bourgeois Lu Yen-hsun          | Raphael Durek Alun Jones             | 6–3, 6–2             |
| 2005     | Luke Bourgeois Chris Guccione       | Alexander Hartman Scott Lipsky       | 6–4, 6–3             |
| 2004     | Rik de Voest Lu Yen-hsun            | Leonardo Azzaro Oliver Marach        | 6–3, 1–6, 7–5        |
| 2003     | Federico Browne Rogier Wassen       | Raphael Durek Alun Jones             | 1–6, 6–3, 6–2        |